# Grönytefaktor

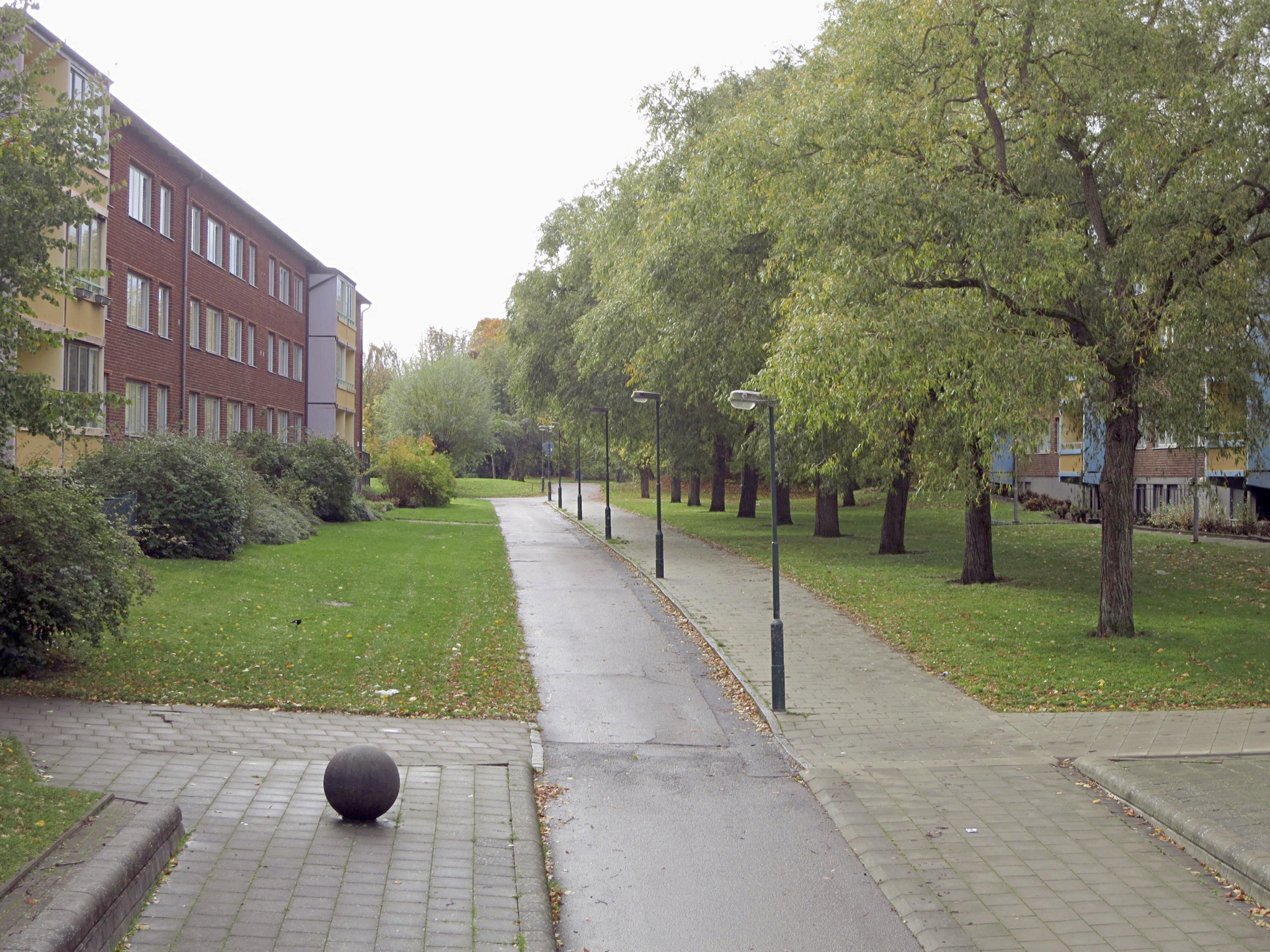
Örtagården, Malmö

Grönytefaktor(GYF eller GF) är ett verktyg för stadsplanering. Konceptet utvecklades på 1990-talet i Berlin, och introducerades i Sverige på Bo01-mässan i Malmö 2001. Verktyget är till för att vegetation och vattensamlingar ska inrymmas i stadsmiljön, och syftar bland annat till att främja biologisk mångfald (däribland pollinatörer), dämpa buller, förbättra stadens mikroklimat och gynna rekreationsmöjligheter. Grönytefaktor används i mer än 15 kommuner i Sverige. Exempel på områden där verktyget tillämpats är Törnrosen och en del av Örtagården i Malmö.
Grönytefaktorn beräknas med ekoeffektiv yta delat med fastighetens yta, med ett poängsystem mellan 0 och 1 för varje delfaktor. Exempelvis ger hårdgjorda ytor med fogar, till exempel gatsten, 0,2 poäng/m² och växtbädd på underliggande jord 1,0 poäng/m². De olika delfaktorerna kan sedan kompletteras med en tilläggsfaktor (TF) som beräknas utifrån antalet träd och buskar i området, vilka arter som planterats, samt stamomfång eller topphöjd vid planteringstillfället.